# Wichmann von Seeburg

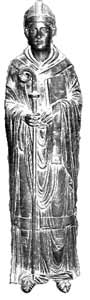
Erzbischof Wichmann von Magdeburg, Grabplatte im Magdeburger Dom

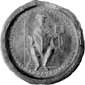
Siegel von Erzbischof Wichmann

Wichmann von Seeburg-Querfurt (* vor 1116 wahrscheinlich auf Burg Gleiß; † 25. August 1192 in Könnern) war von 1149 bis 1154 Bischof von Naumburg und anschließend, nachdem er von 1152 bis 1154 Verweser des Erzbistums Magdeburg war, von 1154 bis 1192 Erzbischof von Magdeburg.

## Leben

### Herkunft
Wichmann war der zweitälteste Sohn des Grafen Gero von Seeburg († 19. September 1122) und der Mathilde, der Tochter des Grafen Thimo von Brehna, und somit ein naher Verwandter der Wettiner. Er erhielt seine Erziehung im Paulskloster in Halberstadt, wurde dann Domherr und Propst in Magdeburg, erschien 1136 als Domherr von Halberstadt, wurde 1149 als Bischof von Naumburg gewählt und 1150 für das Amt ordiniert.

### Bischof von Naumburg
In seiner Naumburger Zeit entwickelte er eine immense Tatkraft und wählte vornehmlich Zeitz als Amtssitz. In Zeitz hatte er 1150 mit dem Kapitel einen Zehntstreit geschlichtet und Würchwitz erworben. Er verlieh dem Naumburger Domstift 1152 den Marktzoll und gewährte dabei Zeitz Abgabenfreiheit. Zudem befreite er das Georgskloster vom Zoll auf der Elsterbrücke bei Zeitz, unterstützte die holländischen Siedler in ihren ländlichen Rechtsverhältnissen und schenkte dem Kloster Schulpforte einen Weinberg in Tribun. 1151 bestätigte er dem Kloster Bosau seinen Besitz, weihte in Naumburg eine Taufkirche im Vorhof des Georgenklosters der Heiligen Margarethe, schenkte 1152 Erbbesitz an die Kirche Gernrode, übertrug dem Zeitzer Stephanskloster die Michaeliskirche in Zeitz und bestätigte verschiedene Besitzungen. Während seiner Tätigkeit als Bischof hielt er sich häufig in der Nähe von Konrad III. auf, hatte zu Friedrich I. ein Vertrauensverhältnis gefunden und wurde von diesem als Kandidat des Erzbistums Magdeburg dem Domkapitel Magdeburg repräsentiert. Daraufhin versagte ihm Papst Eugen III. die Unterstützung. Auch sein Nachfolger Anastasius IV. setzte dies zunächst fort, erst nachdem Wichmann 1154 nach Rom gereist war und beim Papst persönlich vorstellig geworden war, gelangte Wichmann in das Amt des Erzbischofs von Magdeburg.

### Erzbischof von Magdeburg
In seiner Zeit als Erzbischof wurde Wichmann zu einem der bedeutendsten Kirchenfürsten seiner Zeit. An der Seite von Friedrich I. beteiligte er sich aktiv an der Ostpolitik gegenüber den Wenden, beteiligte sich seit 1166 an den Auseinandersetzungen gegen Heinrich den Löwen und sorgte auch für die Hebung von Handel und Gewerbe in den Städten seines Einflussbereiches. Am 23. Januar 1157 organisierte Wichmann die Merseburger Synode, um den Corvey-Osnabrücker Zehntstreit beizulegen. Im gleichen Jahr eroberte er mit Albrecht dem Bären Brandenburg und Jüterbog, deren Umgebung er mit Flamen und Holländern besiedelte. Seit dieser Besiedlungswelle heißt dieser ostdeutsche Höhenzug Fläming. 1160 wohnte er dem Konzil von Pavia bei, auf dem Viktor IV. als Gegenpapst seine Bestätigung fand.
1164 unternahm er eine Wallfahrt nach Palästina, geriet aber dort für einige Zeit in sarazenische Gefangenschaft und verlor ein Ohr. Zurückgekehrt, schenkte er dem Kloster Gottesgnade in Calbe Reliquien der Heiligen Viktor und Pontianus. Obwohl er sich auf dem Würzburger Konzil 1165 für Gegenpapst Paschalis III. eingesetzt hatte, behielt er gegenüber Papst Alexander III. zunächst eine vermittelnde Position. Als sich Alexander jedoch Heinrich dem Löwen annäherte, führte Wichmann 1175 dem Kaiser Hilfstruppen nach Italien zu. Eine nicht zu unterschätzende Rolle nahm er 1177 bei den Friedensverhandlungen in Venedig ein. Nachdem Wichmann sich vom Gegenpapst losgesagt hatte, wurde er von Alexander III. vom Bann befreit.
Nachdem er auch 1178 einen Frieden zwischen Heinrich dem Löwen und Philipp I. von Heinsberg vermittelt hatte, gab er 1180 wesentliche Anstöße bei der Entwicklung des Magdeburger Rechts. 
Wichmann gründete 1170 das Zisterzienserkloster Zinna, um 1175 das Chorherrenstift Seeburg, 1180 (oder 1184) das Augustinerkloster St. Moritz in Halle (Saale) und das Zisterzienserinnenkloster St. Georg in Glaucha sowie 1191 das Hospital Marienborn. Seinen privaten Gebietsbesitz um Gleiß, Zell an der Ybbs bis Lunz am See übereignete er 1180 dem Stift Seitenstetten und 1185 dem Hochstift Passau.
Als Heinrich der Löwe 1180 mit dem Bann belegt wurde, eroberte Wichmann nach dreimonatiger Belagerung im Mai 1181 Haldensleben und gliederte dies mit Sommerschenburg in das Erzstift Magdeburg ein. Er starb am 25. August 1192 auf dem Hof in Könnern und wurde nach seiner Überführung nach Magdeburg von Dietrich von Halberstadt beigesetzt.  
Um 1153 wurden in Magdeburg für die Kathedrale in Plock Eingangstore gegossen, die sich seit dem 14. Jahrhundert in der Sophienkathedrale in Nowgorod befinden und auf denen Wichmann als Megideburgensis episcopus bezeichnet wird. Im Magdeburger Dom befindet sich an einem südlichen Pfeiler des Chorumgangs eine Grabplatte aus Bronze, die oft Wichmann zugeordnet wird, wohl aber eher den Erzbischof Ludolf (gest. August 1205) darstellt. Dies ist aber reine Spekulation und kann nicht belegt werden. 
Anfang des Jahres 2010 wurde bei Ausgrabungsarbeiten durch die Stiftung Dome und Schlösser Sachsen-Anhalt im Magdeburger Dom ein Grab geöffnet, das nach Angaben des Ausgräbers Rainer Kuhn M.A. die gut erhaltenen Gebeine Wichmanns und zahlreiche hochrangige Grabbeigaben enthält.